# Isaac in America: A Journey with Isaac Bashevis Singer
Isaac in America: A Journey with Isaac Bashevis Singer ist ein US-amerikanischer Dokumentarfilm aus dem Jahr 1986. Regie führte Amram Nowak. Der Film beschäftigt sich mit Leben und Werk des Literaturnobelpreis-Trägers Isaac Bashevis Singer (1902–1991). Isaac in America feierte seine Premiere am 28. September 1986 auf dem New York Film Festival. 

## Handlung
Der Schriftsteller Isaac Bashevis Singer spricht über seine Kindheit in Warschau, seine Jugend auf Coney Island, seine Karriere und über anderes Erinnernswertes aus seinem Leben. Er besucht Orte und Menschen, die sein Schaffen beeinflusst haben. So zeigt Singer seinen ersten Wohnsitz nach der Immigration in den 1930er Jahren und nimmt die Kamera mit in die Zeitungsredaktion, in der seine Karriere begann. Der Schauspieler Judd Hirsch und Singer lesen aus Singers Werken, so zum Beispiel aus der Kurzgeschichte A Day at Coney Island. Weiterhin gewährt der Autor auch einen Blick in seine Wohnung an der Upper West Side sowie in sein Büro, das so voller Bücher ist, dass kaum Platz zum Gehen bleibt.

## Nominierungen
Isaac in America: A Journey with Isaac Bashevis Singer war 1987 für den Academy Award als „Bester Dokumentarfilm“ nominiert, konnte den Preis aber nicht gewinnen. Auf dem Sundance Film Festival 1987 ging der Film in der Kategorie „Dokumentation“ ebenso leer aus.

## Kritiken
Die New York Times urteilte im September 1986, der Film sei ein „warmherziges, anekdotenhaftes Portrait“.